# Джан Франко Ревербері
Джан Франко Ревербері (італ. Gian Franco Reverberi; 12 грудня 1934 — 8 січня 2024) — італійський композитор і музикант. Працював переважно над саундтреками до спагеті-вестернів.
Ревербері був одним із перших італійських виконавців рок-музики. Він також працював зі своїм братом Джан П'єро над піснею «Last Men Standing» (або «Nel Cimitero di Tucson») із саундтреку Джанго 1968 року «Підготуйте труну» (Один із багатьох неофіційних продовжень Джанго). , який був семплом хіта Gnarls Barkley «Crazy». Обидва брати вказані як автори пісні.
Серед інших його музичних творів до фільмів — Soldati e capelloni (1967), A Black Veil for Lisa (1968), Chimera (1968), ¡Viva América! (1969), Venus in Furs (1969), La gazza del prete (1970), Black Turin (1972), Black Magic Rites (1973) і «Поліцейська у відділку моралі» (1979). Він також працював з Енцо Джаначчі та Джорджіо Габером.
Ревербері помер у Генуї в січні 2024 року, через місяць після свого 89-річчя.